# Almiro Caldeira de Andrada
Almiro Caldeira de Andrada (Florianópolis, 6 de março de 1921 — Porto Alegre, 26 de junho de 2007) foi um escritor brasileiro. Filho de Patrício Caldeira de Andrada e Gilete Barros Caldeira de Andrada. Foi membro do Instituto Histórico e Geográfico de Santa Catarina.

## Obras
- A Esperança, talvez, Romance ou novela. 1987
- Almiro Caldeira, Outros, 1993
- Ao Encontro da Manhã, Romance ou novela, 1966
- Arca açoriana, Romance ou novela, 1984
- Arrastão, Romance ou novela
- Caiçaras, Contos
- Em busca da Terra Firme, Romance ou novela, 1992
- Mão de Pilão, Romance ou novela, 1958
- Maré Alta, Contos, 1980
- Mutirão, Crítica, teoria ou história literária
- Rocamaranha, Romance ou novela, 1961
- Uma Cantina para Jurire, Romance ou novela, 1988